# Dionne Warwick in Valley of the Dolls
| Recensione | Giudizio |
| ---------- | -------- |
| AllMusic   |          |

Dionne Warwick in Valley of the Dolls è un album della cantante statunitense Dionne Warwick, pubblicato dalla Scepter il 23 marzo 1968.

## Il disco
L'album, oltre ad essere prodotto da Burt Bacharach e Hal David (dei quali, sono i soli brani A1, B1, B3, B4 e B5), contiene anche le versioni in inglese de Il mio mondo, Dedicato all'amore e La voce del silenzio (queste ultime due, furono presentate a Sanremo '67 e '68: la prima, in abbinamento con Peppino di Capri e, la seconda, in abbinamento con Tony Del Monaco).
Dal disco viene tratto il singolo Do You Know the Way to San José/Let Me Be Lonely.
Tutti i brani sono arrangiati e orchestrati dallo stesso Bacharach.

## Tracce

### Lato A
1. As Long as There's an Apple Tree[1] – 2:05
2. Up, Up and Away – 2:38 (Jimmy Webb)
3. You're My World (Il mio mondo) – 3:05 (testo: Gino Paoli – musica: Umberto Bindi) – adattamento in inglese: Carl Sigman
4. (Theme from) Valley of the Dolls – 3:35 (testo: Dory Previn – musica: André Previn)
5. Silent Voices (La voce del silenzio) – 3:08 (testo: Limiti-Mogol – musica: Elio Isola) – adattamento in inglese: Norman Monath

### Lato B
1. Do You Know the Way to San Jose[1] – 2:50
2. For the Rest of My Life (Dedicato all'amore) – 3:07 (testo: Testa-Pace – musica: Flavio Carraresi) – adattamento in inglese: Manny Curtis
3. Let Me Be Lonely[1] – 3:35
4. Where Would I Go[1] – 2:40
5. Walking Backwards Down the Road[1] – 2:54